# Mauricio Rua
Mauricio „Shogun“ Rua (* 25. November 1981 in Curitiba, Brasilien) ist ein brasilianischer MMA-Kämpfer der Gewichtsklasse unter 93 kg und war bis zum 19. März 2011 UFC Light Heavyweight Champion. Der Hauptstil Ruas ist Muay Thai, zudem besitzt Rua den schwarzen Gurt in Brazilian Jiu-Jitsu. Zusammen mit zahlreichen namhaften Kämpfern (unter ihnen Wanderlei Silva) und seinem Bruder Murilo „Ninja“ Rua gehörte er der Chute Boxe Academy in Curitiba (Brasilien) an. Ende 2007 verließen die Rua-Brüder jedoch die Chute Boxe Academy und gründeten im Jahre 2008 ihre eigene Kampfschule namens Universidade da Luta (UDL).
Mauricio Rua war lange beim japanischen MMA-Verband Pride FC unter Vertrag. Seine Profibilanz beträgt derzeit 24-10-0 (S-N-U) davon 19 (T)KOs. Nach Siegen über Quinton „Rampage“ Jackson, Alistair Overeem (zweimal), Antonio Rogerio „Minotoro“ Nogueira, Ricardo Arona und Kevin Randleman innerhalb von nur zwei Jahren, galt er Mitte 2007 als die Nummer 1 im Halbschwergewicht (bis 93 kg, bzw. 205 lbs). Seitdem ging es jedoch bergab mit seiner Karriere und Gesundheit.
Mit gerade einmal 24 Jahren war Rua der jüngste Kämpfer, der je den Middleweight Grandprix bei Pride FC gewonnen hat (2005). Vor 77.000 Zuschauern in der Saitama Super Arena besiegte er am selben Abend sowohl Alistair Overeem als auch im Finale Ricardo Arona durch K. o. Arona hatte zuvor – im am selben Abend stattfindenden Halbfinale – Ruas Mentor Wanderlei Silva nach Punkten besiegt.
Seine Niederlagen erlitt er gegen Renato „Babalu“ Sobral (2003) durch Aufgabe nach einem Guillotine Choke sowie in der Schwergewichtsklasse gegen Mark Coleman (2006) durch TKO nach einem unverschuldeten Armbruch. Seinen ersten Kampf bei UFC 76 verlor Rua durch Aufgabe gegen Forrest Griffin (2007).
Am 17. Januar 2009 kehrte Mauricio Rua nach einer ca. 16-monatigen, verletzungsbedingten (zwei Knieverletzungen) Pause zurück in den Käfig. Bei UFC 93 konnte er Revanche an Mark Coleman nehmen und gewann mit einer nicht überzeugenden Leistung durch TKO in Runde 3. Am 18. April 2009 konnte er bei UFC 97 in Kanada den langersehnten Kampf mit Chuck „The Iceman“ Liddell bestreiten und erfolgreich durch TKO in Runde 1 für sich entscheiden. In diesem Kampf knüpfte er an seine Leistungen der erfolgreichen Jahre 2004–2007 an und schaffte den Sprung zurück in die Top 10 seiner Gewichtsklasse.
Nach einem umstritten verlorenen Kampf im Jahr 2009 gegen Lyoto Machida gelang es ihm im Rückkampf 2010 den UFC 205 Pound Gürtel zu gewinnen. Doch die erste Verteidigung am 19. März 2011 an der UFC 128 misslang und er musste den Titel nach TKO in der dritten Runde an seinen Herausforderer Jon Jones abgeben.

## MMA-Statistik
| Ergebnis   | Profi-Rekord | Gegner                                | Datum              | Veranstaltung                               | Methode                        | Runde | Zeit |
| ---------- | ------------ | ------------------------------------- | ------------------ | ------------------------------------------- | ------------------------------ | ----- | ---- |
| Sieg       | 1-0          | Rafael „Capoeira“ Freitas             | 8. November 2002   | Meca 7 - Meca World Vale Tudo 7             | KO (Tritte)                    | 1     | 4:00 |
| Sieg       | 2-0          | Angelo Antonio „Tilapa“ de Oliveira   | 16. Mai 2003       | Meca 8 - Meca World Vale Tudo 8             | TKO (Soccer Kicks)             | 1     | 0:55 |
| Sieg       | 3-0          | Evangelista „Cyborg“ Santos           | 1. August 2003     | Meca 9 - Meca World Vale Tudo 9             | TKO (Schläge)                  | 1     | 9:22 |
| Sieg       | 4-0          | Erick Wanderley                       | 6. September 2003  | IFC - Global Domination                     | TKO (Schläge)                  | 2     | 2:54 |
| Niederlage | 4-1          | Renato „Babalu“ Sobral                | 6. September 2003  | IFC - Global Domination                     | Aufgabe (Guillotine Choke)     | 3     | 3:07 |
| Sieg       | 5-1          | Akira „Mr. Pride“ Shoji               | 5. Oktober 2003    | Pride Bushido 1                             | KO (Schläge)                   | 1     | 3:47 |
| Sieg       | 6-1          | Akihiro Gono                          | 15. Februar 2004   | Pride Bushido 2                             | TKO (Soccer Kicks)             | 1     | 9:04 |
| Sieg       | 7-1          | Yasuhito Namekawa                     | 14. Oktober 2004   | Pride Bushido 5                             | TKO (Schläge)                  | 1     | 6:02 |
| Sieg       | 8-1          | Hiromitsu Kanehara                    | 25. Februar 2005   | Pride 29 - Fists of Fire                    | TKO (Tritt)                    | 1     | 1:40 |
| Sieg       | 9-1          | Quinton „Rampage“ Jackson             | 23. April 2005     | Pride - Total Elimination 2005              | TKO (Soccer Kicks)             | 1     | 4:47 |
| Sieg       | 10-1         | Antônio Rogerio Nogueira              | 26. Juni 2005      | Pride - Critical Countdown 2005             | Punktentscheidung (einstimmig) | 3     | 5:00 |
| Sieg       | 11-1         | „The Demolition Man“ Alistair Overeem | 26. Juni 2005      | Pride - Final Conflict 2005                 | TKO (Soccer Kicks)             | 1     | 6:42 |
| Sieg       | 12-1         | „The Brazilian Tier“ Ricardo Arona    | 28. August 2005    | Pride - Final Conflict 2005                 | KO (Schläge)                   | 1     | 2:54 |
| Niederlage | 12-2         | „The Hammer“ Mark Coleman             | 22. Februar 2006   | Pride 31 - Dreamer                          | TKO (Armbruch)                 | 1     | 0:49 |
| Sieg       | 13-2         | Cyrille „Snake“ Diabate               | 10. September 2006 | Pride - Final Conflict Absolute             | TKO (Armbruch)                 | 1     | 5:29 |
| Sieg       | 14-2         | „The Monster“ Kevin Randleman         | 21. Oktober 2006   | Pride 32 - The Real Deal                    | Aufgabe (Kneebar)              | 1     | 2:35 |
| Sieg       | 15-2         | Kazuhiro „King Kaz“ Nakamura          | 31. Dezember 2006  | Pride Shockwave 2006                        | Punktentscheidung (einstimmig) | 3     | 5:00 |
| Sieg       | 16-2         | „The Demolition Man“ Alistair Overeem | 24. Februar 2007   | Pride 33 - Second Coming                    | KO (Schläge)                   | 1     | 3:37 |
| Niederlage | 16-3         | Forrest Griffin                       | 22. September 2007 | UFC 76 - Knockout                           | Aufgabe (Rear-Naked Choke)     | 3     | 4:45 |
| Sieg       | 17-3         | „The Hammer“ Mark Coleman             | 17. Januar 2009    | UFC 93 - Franklin vs. Henderson             | TKO (Schläge)                  | 3     | 4:36 |
| Sieg       | 18-3         | „The Iceman“ Chuck Liddell            | 18. April 2009     | UFC 97 - Redemption                         | TKO (Schläge)                  | 1     | 4:28 |
| Niederlage | 18-4         | „The Dragon“ Lyoto Machida            | 24. Oktober 2009   | UFC 104 - Machida vs. Shogun                | Punktentscheidung (einstimmig) | 5     | 5:00 |
| Sieg       | 19-4         | „The Dragon“ Lyoto Machida            | 8. Mai 2010        | UFC 113 - Machida vs. Shogun 2              | KO (Schläge)                   | 1     | 3:35 |
| Niederlage | 19-5         | Jon „Bones“ Jones                     | 19. März 2011      | UFC 128 - Shogun vs. Jones                  | TKO (Schläge & Kniestöße)      | 3     | 2:37 |
| Sieg       | 20-5         | Forrest Griffin                       | 27. August 2011    | UFC 134 - Silva vs. Okami                   | KO (Schläge)                   | 1     | 1:53 |
| Niederlage | 20-6         | Dan „Hendo“ Henderson                 | 19. November 2011  | UFC 139 - Shogun vs. Hendo                  | Punktentscheidung (einstimmig) | 5     | 5:00 |
| Sieg       | 21-6         | Brandon „The Truth“ Vera              | 4. August 2012     | UFC on Fox 4 - Shogun vs. Vera              | TKO (Schläge)                  | 4     | 4:09 |
| Niederlage | 21-7         | „The Mauler“ Alexander Gustafsson     | 8. Dezember 2012   | UFC on Fox 5 - Henderson vs. Diaz           | Punktentscheidung (einstimmig) | 3     | 5:00 |
| Niederlage | 21-8         | Chael Sonnen                          | 17. August 2013    | UFC Fight Night 26 - Shogun vs. Sonnen      | Aufgabe (Guillotine Choke)     | 3     | 5:00 |
| Sieg       | 22-8         | James Te Huna                         | 7. Dezember 2013   | UFC Fight Night 33 - Hunt vs. Bigfoot       | TKO (Schläge)                  | 1     | 1:03 |
| Niederlage | 22-9         | Dan „Hendo“ Henderson                 | 23. März 2014      | UFC Fight Night 38 - Shogun vs. Henderson 2 | TKO (Schläge)                  | 3     | 1:31 |
| Niederlage | 22-10        | Ovince „OSP“ St. Preux                | 8. November 2014   | UFC Fight Night 56 - Shogun vs. St. Preux   | KO (Schläge)                   | 1     | 0:34 |
| Sieg       | 23-10        | Antônio Rogerio Nogueira              | 1. August 2015     | UFC 190 - Rousey vs. Correia                | Punktentscheidung (einstimmig) | 3     | 5:00 |
| Sieg       | 24-10        | Corey „Overtime“ Anderson             | 14. Mai 2016       | UFC 198 - Werdum vs. Miocic                 | Punktentscheidung (geteilt)    | 3     | 5:00 |
| Sieg       | 25-10        | Gian Villante                         | 11. März 2017      | UFC Fight Night 106 - Belfort vs. Gastelum  | TKO (Schläge)                  | 3     | 0:59 |
| Niederlage | 25-11        | Anthony „Lionheart“ Smith             | 22. Juli 2018      | UFC Fight Night 134 - Shogun vs. Smith      | KO (Ellbogen)                  | 1     | 1:29 |

## Titel & Anerkennungen
| Brazilian Jiu-Jitsu |           |                                             |                |                     |
| Ergebnis            | Jahr      | Championship                                | Gewichtsklasse | Ort                 |
| Gewinner            | Unbekannt | Brazilian Jiu-Jitsu Südamerika Championship | 80 kg          | Brasilien           |
| 5. Platzierter      | Unbekannt | Brazilian Jiu-Jitsu Mundial Championship    | 80 kg          | Brasilien           |
| Muay Thai           |           |                                             |                |                     |
| Gewinner            | 2003      | STORM Muay Thai                             | Middleweight   | Curitiba, Brasilien |
| Mixed Martial Arts  |           |                                             |                |                     |
| Gewinner            | 2005      | Pride Grand Prix Tournament                 | Middleweight   | Saitama, Japan      |